# 10 Dywizja Piechoty (Cesarstwo Niemieckie)

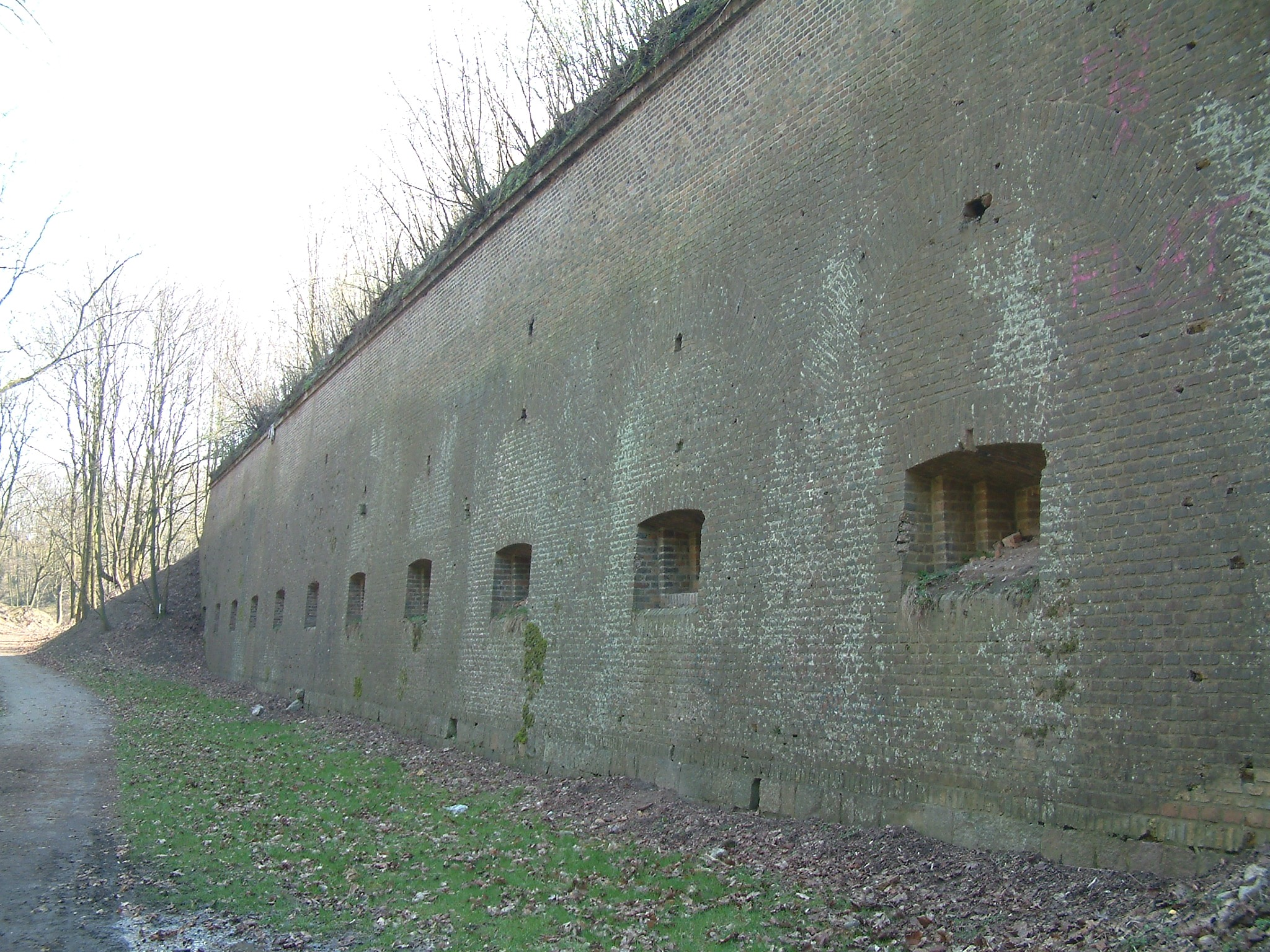
Fort Winiary

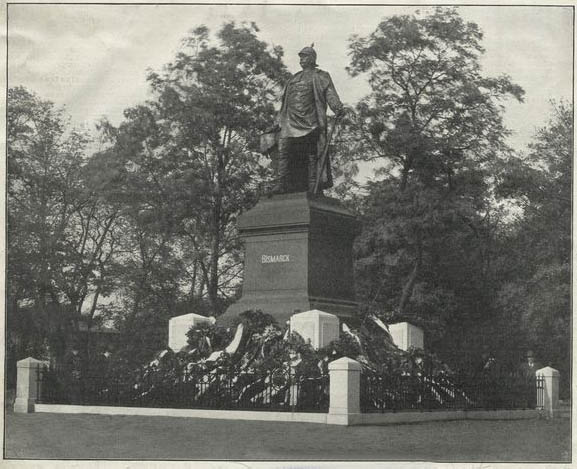
Pomnik Bismarcka w Poznaniu

10 Dywizja Piechoty (niem. 10. Division (Deutsches Kaiserreich)) – niemiecki związek taktyczny okresu Cesarstwa Niemieckiego, stacjonujący w Poznaniu (Posen).
Dywizja istniała w latach 1818–1919, od 2 sierpnia 1914 pod nazwą: 10 Dywizja Piechoty (10. Infanterie-Division (Deutsches Kaiserrreich)). Wchodziła w skład V Korpusu Armijnego.

## Skład dywizji
Skład od 2 VIII 1914 do 20 IX 1915:
- 19 Brygada Piechoty – (19. Infanterie-Brigade) w Poznaniu (Posen)
  - 6 Pułk Grenadierów im. Hrabiego Kleista von Nollendorfa (1 Zachodniopruski) – (Grenadier-Regiment Graf Kleist von Nollendorf (1. Westpreußisches) Nr. 6) w Poznaniu (Posen)
  - 46 Pułk Piechoty im. Hrabiego Kirchbacha (1 Dolnośląski) – (Infanterie-Regiment Graf Kirchbach (1. Niederschlesisches) Nr. 46) w Poznaniu (Posen) i we Wrześni (Wreschen)
- 20 Brygada Piechoty – (20. Infanterie-Brigade) w Poznaniu (Posen)
  - 47 Pułk Piechoty im. Króla Bawarii Ludwika III (2 Dolnośląski) – (2. Niederschlesisches Infanterie-Regiment Nr. 47 König Ludwig III. von Bayern) w Poznaniu (Posen) i w Śremie (Schrimm)
  - 50 pułk piechoty (3 Dolnośląski) – (3. Niederschlesisches Infanterie-Regiment Nr. 50) w Rawiczu (Rawitsch) i w Lesznie (Lissa)
- 77 Brygada Piechoty – (77. Infanterie-Brigade) w Ostrowie Wielkopolskim (Ostrowo)
  - 37 Pułk Fizylierów im. von Steinmetza (1 Zachodniopruski) – (Füselier-Regiment von Steinmetz (Westpreußisches) Nr. 37) w Krotoszynie (Krotoschin)
  - 155 pułk piechoty (7 Zachodniopruski) – (7. Westpreußisches Infanterie-Regiment Nr. 155) w Ostrowie Wielkopolskim (Ostrowo) i w Pleszewie (Pleschen)
- 10 Brygada Kawalerii – (10. Kavallerie-Brigade) w Poznaniu (Posen)
  - 1 Pułk Ułanów im. Cesarza Rosji Aleksandra III (Zachodniopruski) – (Ulanen-Regiment Kaiser Alexander III. von Rußland (Westpreußisches) Nr. 1) w Miliczu (Militsch) i w Ostrowie Wielkopolskim (Ostrowo)
  - 1 Królewski Pułk Strzelców Konnych – (Königs-Jäger-Regiment zu Pferde Nr. 1) w Poznaniu (Posen)
- 10 Brygada Artylerii Polowej – (10. Feldartillerie-Brigade) w Poznaniu (Posen)
  - 20 pułk artylerii polowej (1 Poznański) – (1. Posensches Feldartillerie-Regiment Nr. 20) w Poznaniu (Posen)
  - 56 pułk artylerii polowej (2 Poznański) – (2. Posensches Feldartillerie-Regiment Nr. 56) w Lesznie (Lissa)

## Dowódcy dywizji
|  |  |